# Lost in Yesterday
Lost in Yesterday è il singolo di debutto della cantante olandese Leonie Meijer, pubblicato il 14 gennaio 2011 dall'etichetta discografica 8ball Music in seguito alla partecipazione della cantante del talent show The Voice of Holland.
Il singolo è entrato alla terza posizione della classifica olandese ed è sceso alla quinta la settimana successiva; in totale è rimasto nella top 100 olandese per cinque settimane consecutive.

## Tracce
Download digitale
1. Lost in Yesterday - 3:22

## Classifiche
| Classifica (2011) | Posizione massima |
| ----------------- | ----------------- |
| Paesi Bassi       | 3                 |

### Classifiche di fine anno
| Classifica (2011) | Posizione |
| ----------------- | --------- |
| Paesi Bassi       | 55        |